# Svitlana Bondarenko
Svitlana Mychajlivna Bondarenko (in ucraino Світлана Михайлівна Бондаренко?; Zaporižžja, 12 agosto 1971) è un'ex nuotatrice ucraina, fino al 1991 sovietica.

## Carriera
Specializzata nella rana ha partecipato alle Olimpiadi di Atlanta 1996 e Atene 2004.

## Palmarès
- Mondiali in vasca corta

Rio de Janeiro 1995: argento nei 100m rana e nei 200m rana.
Göteborg 1997: bronzo nei 100m rana.
- Europei

Atene 1991: argento nei 100m rana.
Sheffield 1993: argento nei 100m rana.
Vienna 1995: argento nei 100m rana e nei 200m rana.
Siviglia 1997: argento nei 100m rana.
Istanbul 1999: argento nei 100m rana.
Helsinki 2000: bronzo nei 100m rana.
Berlino 2002: argento nei 50m rana e nei 100m rana e bronzo nella 4x100m misti.
Madrid 2004: oro nei 100m rana e argento nella 4x100m misti.
- Europei in vasca corta

Sheffield 1998: bronzo nei 100m rana.
- Universiadi

Buffalo 1993: oro nei 200m rana e argento nei 100m rana.
Sicilia 1997: oro nei 100m rana e argento nei 200m rana.